# Battle in Seattle
Battle in Seattle ist ein US-amerikanisch-kanadisch-deutsches Filmdrama aus dem Jahr 2007. Regie führte Stuart Townsend, der auch das Drehbuch schrieb.

## Handlung
Der Film erzählt die als Battle of Seattle bekannt gewordenen Ereignisse, die im Dezember 1999 stattgefunden haben. Die Welthandelsorganisation WTO organisiert in Seattle ein Treffen, während Globalisierungskritiker friedliche Demonstrationen organisieren. Die Lage eskaliert und es kommt zu Ausschreitungen, sodass die Beratungen am Ende scheitern. Dabei ergreift der Film Partei für die Anliegen der Demonstranten und WTO-Gegner. Am Beispiel einiger Personen und ihrer Beziehungen werden die Ereignisse dieser fünf Tage dargestellt.
Eine Gruppe von WTO-Gegnern rund um Django, Lou, Sam und Jay entern am 29. November einen Baukran, um an diesem ein WTO-kritisches Plakat aufzuhängen. Für die nächsten Tage planen sie die Besetzung der wichtigsten Straßenkreuzungen der Innenstadt von Seattle. Der Bürgermeister sorgt sich um das Image seiner Stadt; er geht von friedlichen und passiven Aktionen der Demonstranten aus und setzt deshalb zusammen mit seinem Polizeichef auf Deeskalation.
Die Verkäuferin Ella ist im fünften Monat schwanger. Ihr Mann Dale ist während der Demonstrationen als Polizist im Einsatz. Als die Blockadeaktionen der Demonstranten am 30. November viele Teilnehmer der Konferenz daran hindern können, das Tagungsgebäude zu erreichen, soll Dale mit seiner Einheit die Demonstranten vertreiben, ohne Verhaftungen vorzunehmen. Doch trotz der friedlichen Proteste droht der Secret Service dem Bürgermeister mit dem Einsatz der Nationalgarde. Als die Blockierer einen Gewerkschaftsprotestzug überreden konnten, sich ihnen anzuschließen, und einige Maskierte damit beginnen, die Scheiben von Geschäften einzuschlagen, eskaliert die Lage. Der Bürgermeister sieht sich so unter politischen Druck gesetzt, dass er die Nationalgarde ruft und eine Ausgangssperre verhängt. In dieser Situation wittert die Journalistin Jean eine gute Story und hängt sich an die Gruppe um Jay, statt von einer Pressekonferenz des US-Präsidenten zu berichten. Vor laufender Kamera wird sie schließlich selbst verhaftet. Der Arzt Dr. Maric ist als Delegierter der Organisation „Ärzte ohne Grenzen“ auf der WTO-Konferenz enttäuscht, dass die Meetings, auf denen er seine Positionen darlegen wollte, wegen der Blockaden nicht stattfinden können.
Ella versucht, ihren Arbeitsplatz, eine Modeboutique in der Innenstadt, zu verlassen; doch auf dem Weg nach Hause gerät sie zwischen die Fronten von Demonstranten und Polizei und wird von einem Polizisten verletzt. Jean bringt sie ins Krankenhaus, doch Ella verliert ihr Kind. Als Dale, noch im Kampfanzug, sie im Krankenhaus besucht, weist sie ihn zurück und lässt sich auch später am Telefon verleugnen.
Am 1. Dezember kann Dr. Maric seinen Vortrag schließlich halten, doch sein Plädoyer gegen das TRIPS-Abkommen der WTO und für günstige Medikamente zugunsten armer Staaten wird mit dem Hinweis auf Patentansprüche von einem Lobbyisten der Pharmaindustrie abgewiesen. Auch die Vertreter afrikanischer Staaten erleben einen Affront, als die Organisatoren der Veranstaltung ihrer Versammlung auf der Konferenz plötzlich die Dolmetscher entziehen. Auf der Straße ändert sich die Polizeitaktik; es wird mit großer Härte, verschwenderischem Einsatz von Tränengas und massenhaften Verhaftungen vorgegangen. Auch Django, Lou und Jean gehören zu den Verhafteten. Dale lässt seine Trauer und Wut an dem Demonstranten Jay aus, als er diesen vor dessen Verhaftung verprügelt.
Als es weitere Demonstrationen zur Freilassung der illegal Inhaftierten gibt und die Konferenz sich ihrem Ende zuneigt, gelingt es der Juristin Sam, beim Bürgermeister die bedingungslose Freilassung der Gefangenen zu erwirken. Dale entschuldigt sich bei Jay und versöhnt sich mit seiner Frau Ella. Die Vertreter der armen Länder sehen schließlich auch in dieser Konferenz, wie schon bei den vorherigen, eine Ausgrenzung der Dritten Welt und eine Art von Kolonialismus. Sie nehmen sich den Mut der Demonstranten zum Vorbild und lassen die Konferenz scheitern.

## Kritiken
Kirk Honeycutt schrieb in der Zeitschrift The Hollywood Reporter vom 14. September 2007, der Film sei eine Rarität unter den amerikanischen politischen Filmen, weil er mit einer „aufrichtigen Begeisterung“ beide Konfliktseiten zeige. Er verwende „reibungslos“ Archivmaterial und sei „größtenteils gelungen“.
Die Redaktion von Movieset schrieb, der Film erzähle über eine der am meisten erschütternden politischen Ausschreitungen innerhalb des Lebens einer Generation und biete einen „tief gehenden“ Einblick. Die Ereignisse seien aus unterschiedlichen Perspektiven erzählt, aus der Sicht der Demonstranten wie auch aus jener der Ordnungskräfte.
Noah Cowan lobte auf einer Webseite des Toronto International Film Festivals das „wundervolle“ Schauspielerensemble, darunter die „herzzerreißend“ spielende Charlize Theron und Rade Šerbedžija.

## Auszeichnungen
Stuart Townsend war für sein Drehbuch im Jahr 2008 für einen „Irish Film and Television Award“ nominiert. Die Kostüme, das Produktionsdesign und der Produzent Kirk Shaw waren im selben Jahr jeweils für einen Leo Award nominiert.

## Hintergründe
Stuart Townsend debütierte mit diesem Film als Regisseur, Drehbuchautor und Produzent. Der Film wurde im November/Dezember 2006 in Seattle und in Vancouver gedreht. Er hatte am 8. September 2007 auf dem 32. Toronto International Film Festival Weltpremiere. In den französischen Kinos lief er ab dem 7. Mai 2008, in ausgewählten Kinos der USA ab dem 19. September 2008.